# Maškovce
Maškovce jsou obec na Slovensku v okrese Humenné v Prešovském kraji. Žije zde 52 obyvatel.
První písemná zmínka pochází z roku 1574. Nachází se zde řeckokatolický chrám svatého Petra a Pavla z 18. století.